# Miktoniscus
Miktoniscus es un género de crustáceo isópodo terrestre de la familia Trichoniscidae.

## Especies
- Miktoniscus arcangelii Vandel, 1960
- Miktoniscus barri Vandel, 1965
- Miktoniscus bisetosus Vandel, 1945
- Miktoniscus chavesi Dollfus, 1889
- Miktoniscus deharvengi Dalens, 1976
- Miktoniscus halophilus Blake, 1931
- Miktoniscus mammothensis Muchmore, 1964
- Miktoniscus medcofi Van Name, 1940
- Miktoniscus morganensis Schultz, 1976
- Miktoniscus ohioensis Muchmore, 1964
- Miktoniscus oklahomensis Vandel, 1965
- Miktoniscus patiencei Vandel, 1946
- Miktoniscus patrizii Brian, 1950
- Miktoniscus racovitzai Vandel, 1950
- Miktoniscus spinosus Say, 1818
- Miktoniscus vandeli Bonnefoy, 1945